# District de Toulon
Le district de Toulon est une ancienne division territoriale française du département du Var de 1790 à 1795.
Il était composé des cantons de Toulon, le Beausset, la Cadiere, Ollioulles, Senary et la Seyne.